# Gora Tkachëva
Gora Tkachëva är ett berg i Antarktis. Det ligger i Östantarktis. Australien gör anspråk på området. Toppen på Gora Tkachëva är 989 meter över havet.
Terrängen runt Gora Tkachëva är kuperad åt sydväst, men åt nordost är den bergig. Trakten är obefolkad. Det finns inga samhällen i närheten.